# Atheta ventricosa
Atheta ventricosa är en skalbaggsart som beskrevs av Max Bernhauer 1907. Atheta ventricosa ingår i släktet Atheta och familjen kortvingar. Inga underarter finns listade i Catalogue of Life.